# Uralolite
La uralolite è un minerale.